# Данкан, Гейлис
Гейлис Данкан (англ. Geillis Duncan; ум. 4 декабря 1591, Эдинбург) — шотландская служанка, одна из известных женщин, которые были осуждены за колдовство в Шотландии.

## Биография
Была молодой женщиной, работавшей служанкой в доме судейского чиновника Дэвида Ситона. В 1589 году её хозяину показалось странным, что она покидает его дом каждую вторую ночь. Вскоре он обвинил её в колдовстве, поскольку заметил, что она умеет лечить больных, за что приказал её арестовать. 
После ареста Данкан была по его приказу подвергнута двум пыткам, на которых она отрицала свою вину. Затем раздев её и осмотрев её тело, Ситон заметил «метку дьявола» (родинку) около её шеи, после чего она призналась в колдовстве и назвала группу других «ведьм». Затем она была отправлена в тюрьму Олд Толбут, где она провела в течение года и продолжала давать показания. 
Через некоторое время по её показаниям к суду были привлечено по разным данным около 100 и более человек. Некоторые из них были обвинены в колдовстве и казнены, но судьба остальных подсудимых неизвестна. Спустя время, Гейлис пыталась отказаться от своих показаний, заявив, что её признание было взято с помощью пыток. Несмотря на это, она была приговорена к смерти и 4 декабря 1591 года была доставлена в Каслхилл, где была сожжена на костре.